# Zenamorpha discophoralis
Zenamorpha discophoralis is een vlinder uit de familie van de grasmotten (Crambidae), uit de onderfamilie van de Spilomelinae. De wetenschappelijke naam van deze soort is voor het eerst voorgesteld als Ischnurges discophoralis door George Francis Hampson in een publicatie uit 1899.
De soort komt voor in Cuba, Mexico en Nicaragua.